# Casino-Gesellschaft Ober-Ingelheim
Die Casino-Gesellschaft Ober-Ingelheim ist eine Casinogesellschaft in Ingelheim.

## Gründung
Die Casino-Gesellschaft wurde gegründet, um dem gesellschaftlichen Leben in Ober-Ingelheim einen unabhängigen Ort zu geben. Die ersten Statuten des Vereins stammen aus dem Jahr 1846. 15 Paragraphen regelten das Vereinsgeschehen. Als einziger Zweck der Gesellschaft wurde „gesellige Unterhaltung“ benannt, die Mittel dazu seien „Lectüre, Spiel und wissenschaftliche Besprechungen“. Die „Statuten der Ober-Ingelheimer Casino-Gesellschaft“ wurden von den Mitgliedern angenommen und mussten vom Großherzoglichen Kreisamt in Bingen genehmigt werden. 
Laut einer handgeschriebenen Chronik wurde der Text von den drei Vorstandsmitgliedern Martin Mohr (1788–1865), Hermann Thudichum (1816–1877) und Philipp August Gebhard (1805–1874) verfasst. Die Statuten behielten bis 1882 ihre Gültigkeit.

## Programm, Satzungen und Statuten
Obwohl die Statuten keineswegs revolutionär klingen, reduzierte sich die Zahl der Mitglieder nach den Revolutionsjahren 1848/49 auf nur wenige Personen. Beamte mussten aus der Casino-Gesellschaft austreten, weil sie als Treffpunkt der Opposition eingestuft wurde.
Die schon erwähnte Chronik befand sich bis 2017 im Archiv der Casino-Gesellschaft und umfasst den Zeitraum von 1882 bis 1919. Diese berichtet von Zusammenkünften „gebildeter Männer“ schon zu Beginn des 19. Jahrhunderts in Ober-Ingelheim. Die 1819 in Kraft getretenen Karlsbader Beschlüsse bewirkten das Verbot der öffentlichen schriftlichen Meinungsfreiheit und der Burschenschaften, die Überwachung der Universitäten, die Schließung der Turnplätze (Turnsperre von 1820 bis 1842), die Zensur der Presse sowie Entlassung und Berufsverbot für liberal und national gesinnte Professoren. Unter diesen Umständen war es nicht möglich, einen Verein zu gründen. Das wurde erst ab dem Jahre 1842 in Rheinhessen wieder erlaubt. So werden erst nach Inkrafttreten der ersten Statuten aus dem Jahre 1846 die Informationen dichter. Es gibt Angaben zu den gezahlten Beiträgen, Anschaffung von Inventar und auch zu den Aktivitäten der Gesellschaft. 
In den Statuten von 1882 bekam der Verein erstmals die Rechte einer juristischen Person, was beim Erwerb der Immobilie und dem Bau des Veranstaltungssaals eine wichtige Rolle spielen sollte. Die Satzung von 1905 erlaubt es „selbstständigen Damen“ gegen Zahlung eines Jahresbeitrages an Veranstaltungen teilzunehmen, Stimmrecht bekommen sie jedoch nicht. Widersprüchlich dagegen die Vereinschronik, die auch schon für die Jahre 1882 bis 1919 die Zahl von jeweils 5 bis 12 „Damen Mitgliedern“ aufführt. Die neue, 18-seitige Satzung des Vereins war unhandlich und kompliziert, außerordentliche Mitglieder konnten erst nach zwei Jahren ordentliche Mitglieder werden. In der Regel musste eine Hauptversammlung einberufen werden und die Mitgliedschaft mit zweidrittel Mehrheit beschlossen werden. Die Satzung von 1927 vereinfachte das Aufnahmeverfahren in den Verein.
In einem Rundschreiben vom März 1934 wurden alle Mitglieder darüber informiert, dass alle bisherigen Satzungen außer Kraft gesetzt und keine neuen Mitglieder mehr aufgenommen werden. „Der Zweck der Gesellschaft wird auf die ordnungsgemäße Abwicklung der zur Erhaltung und Verwertung des Besitztums der Gesellschaft notwendigen Geschäfte und verwaltungstechnischen Maßnahmen beschränkt. Jede gesellige Veranstaltung ist untersagt.“
Im Jahre 1937 erfolgte auf Druck der Parteileitung der NSDAP die Umbenennung der Casino-Gesellschaft Ober-Ingelheim in „Verein Haus Burggarten“ nach der im Besitz des Vereins befindlichen Immobilie nahe der Burgkirche in Ober-Ingelheim (s. dazu Abschnitt Räumlichkeiten).
Erst 1952, das Haupthaus war seit dem Ende des Zweiten Weltkrieges von der französischen Besetzungsverwaltung belegt, konnte eine Hauptversammlung zum Wiederbeginn der Gesellschaft abgehalten werden.

## Räumlichkeiten
Von den 1840er Jahren bis 1881 mietete der Verein verschiedene Gesellschaftslokale an. Diese befanden sich im Neuweg, in der Rinderbachstraße und der Stiegelgasse.
Nach verschiedenen Umzügen wurde ab 1. Oktober 1865 für 16 Jahre das letzte gemietete Gesellschaftslokal bezogen 
Einschneidend für den Verein waren die Jahre 1881/82. Die Generalversammlung beschloss im Juni 1881 den Erwerb eines Vereinslokals, das sog. „Klein’sche Haus“ mit 7.500 m² Gelände, einschließlich der angrenzenden historischen Wehrmauer der Burgkirche. Haus und Gelände waren bis zur Grundstücksteilung 1835 Teil des benachbarten „Geismarschen Hofes“. Als dessen Gesindehaus stammt das Gebäude im Kern aus dem 17. oder 18. Jahrhundert und wurde 1882 nach Plänen des Baumeisters Roos aus Mainz umgebaut. Verkäufer war David Levi aus Kirchheimbolanden. 32 Mitglieder verpflichteten sich durch Namensunterschrift solidarisch für die Verbindlichkeiten des Vereins einzustehen. Im Erdgeschoss wurde ein Gesellschaftssaal hergerichtet und am 1. Januar 1882 erfolgte der Einzug in das neue Heim.
Darüber hinaus wurde im Frühjahr 1882 nach Entwürfen des Gärtners Johann Struth der „Gesellschaftsgarten“ (der heute noch bestehende Park) angelegt und eine Kegelbahn errichtet. Die bis heute in Betrieb befindliche Kegelbahn wurde 1964/65 und 1993 modernisiert.
Nach knapp sechsmonatiger Bauzeit wurde ein neuer Saal mit Bühne am 1. Januar 1888 feierlich eingeweiht. Es handelt sich um einen typisch gründerzeitlichen, eher klein dimensionierten Saalbau aus Bruchsteinen mit Fensterlaibungen aus Sandstein, errichtet nach den Plänen des Bauunternehmers Johann Struth aus Nieder-Ingelheim. Die Kosten für den Bau und die Inneneinrichtung (zusammen 7.500 Goldmark) wurden durch die Mitglieder finanziert. Der Saal mit Bühne wurde in den 1920er Jahren umgebaut und ist bis heute der Veranstaltungssaal des Vereins Haus Burggarten. Man betritt das Gelände noch heute durch einen stark verwitterten Renaissance-Torbogen.
Ab Oktober 1914 wurde in den Räumen der Gesellschaft ein Lazarett mit 25 Betten eingerichtet, das aber nach etwa einem halben Jahr wieder aufgelöst wurde. Beim Rückzug der deutschen Truppen standen die Räume als Schlaf- und Casinoräume zur Verfügung. Im Dezember 1918 wurde Ingelheim französisch besetzt, in den Casinoräumen wurde eine Offiziersmesse eingerichtet.
In den 1920er Jahren wurde auch das Vereinsleben in Ober-Ingelheim mondäner. 1925 wurde ein Tennisplatz angelegt, zu dessen Betrieb sich die „Tennisgemeinschaft Ober-Ingelheim“ gegründet hat.
Die Vereinschronik gibt keinen Hinweis darauf, was mit den Schulden und Anteilsscheinen der Mitglieder in der großen Inflation von 1923 geschah. Man kann davon ausgehen, dass die (privaten) Gläubiger einen Totalverlust erlitten und der Verein mit einem Mal schuldenfrei war.
Im April 1934 wurde in einer außerordentlichen Hauptversammlung der Verkauf des Anwesens beschlossen, aber auf Antrag des Vorsitzenden des Ältestenrats und einiger Mitglieder wurde der Beschluss schon im Mai 1934 wieder aufgehoben. Karl Heinz Henn hat dazu folgende Anmerkung: „Durch die Aufrechterhaltung der selbstschuldnerischen Bürgschaft von 13.000,- Reichsmark auf dem Vereinsgrundstück war es der NSDAP-Ortsgruppe Ingelheim nicht möglich, das Grundstück zu vereinnahmen, weil das Reichsschatzamt in Berlin nicht willens war, dafür Gelder bereitzustellen.“
Nach dem Ende des Zweiten Weltkrieges beschlagnahmten die französischen Besatzungstruppen das Gebäude und richteten eine Schule ein.
Erst 1952 konnte eine Hauptversammlung zum Wiederbeginn der Gesellschaft abgehalten werden. Es wurden vor allem notwendige Sanierungsmaßnahmen beschlossen.
In den 1980er Jahren wurde man sich des Risikos bewusst, das mit dem Besitz einer 200 Meter langen historischen Stadtmauer einhergeht. Der Vorstand beschloss, die Mauer der Stadt Ingelheim zu übereignen, die notarielle Übertragung fand 1985 statt.
In den 1980er Jahren wurde das Dach des Vereinshauses repariert und eine Reihe von Bäumen im Park musste gefällt werden. 2007 musste der zusammengebrochene Abwasserkanal saniert werden und seit 2010 ist die „Casinoquelle“ – eine sich auf dem Grundstück des Vereins befindliche Wasserquelle – reaktiviert und speist den neuen Brunnen auf dem Marktplatz Ober-Ingelheim und den Wasserlauf vor dem ehemaligen Gymnasium.

## Vereinsleben
Laut den ersten überlieferten Statuten des Vereins aus dem Jahre 1846 ist „geselliger und freundschaftlicher Verkehr“ der Zweck der Casino-Gesellschaft. Die ersten regelmäßigen Zusammenkünfte fanden während der Wintermonate statt und waren durch keine bindende Satzung geregelt.
Eine besondere Rolle im Vereinsleben spielte schon sehr früh das Kegeln. Schon in den 1850er Jahren lud Martin Mohr die Gesellschaft ein, in seinem Garten (Haus Stiegelgasse 48) auf einer „ungedeckten“ Kegelbahn zu kegeln. 1882 mit Erwerb des Anwesens an der Burgkirche wurde die erste Kegelbahn gebaut.
Spätestens seit Errichtung des neuen Saals (Einweihung 1888) spielten Theater- und Musikaufführungen, Fastnachts- und Sommerfeste eine große Rolle für das Vereinsleben.
Ab 1896 wurde ein Lesezirkel eingerichtet, Literatur angeschafft.
Das Vereinsleben endete abrupt mit Beginn des Ersten Weltkrieges 1914, von 40 Mitgliedern wurden 26 zum Kriegsdienst eingezogen.
In der Besatzungszeit nach Ende des Ersten Weltkrieges sträubte sich der Vorstand erfolgreich, in den Räumlichkeiten des Vereins öffentliche Tanzveranstaltungen abzuhalten.
Aus den 1920er Jahren liegen keine Aufzeichnungen oder Protokolle des Vereins vor. Programmhefte und Einladungen aus dieser Zeit geben aber Rückschlüsse auf ein sehr geselliges und aktives Vereinsleben. Programmhefte und auch historische Fotografien zeugen von Theateraufführungen und Fastnachtsveranstaltungen. Im Park werden Sommerfeste gefeiert und auf dem vereinseigenen Platz Tennis gespielt.
Ab 1933 beginnen die Nationalsozialisten, das Vereinsleben insgesamt gleichzuschalten. Ab 1934 wird dem Verein jegliche gesellige Veranstaltung untersagt. Die „Casino Gesellschaft‘“ wird verboten, kann aber auf die Verwaltung des Immobilienbesitzes als Haus Burggarten begrenzt, die Nazizeit und den Krieg überdauern.
Nach dem Zweiten Weltkrieg ist Ingelheim Teil der französischen Besatzungszone, erst 1950 wird den verbliebenen 11 Vereinsmitgliedern erlaubt, zunächst nur die Kegelbahn wieder zu benutzen.
Erst 1952 wurden die erste Mitgliederversammlung nach Ende des Zweiten Weltkrieges einberufen. In den 50er Jahren traten zahlreiche ehemalige Mitglieder wieder in den Verein ein, es wurde der Antrag auf eine Schank-Konzession gestellt. Ab 1953 wurde die Erlaubnis zum Ausschank alkoholischer Getränke erteilt, die Bar unter der Bühne eingerichtet und ein Fernseher aufgestellt.
Die 1960er Jahre waren durch die Suche nach den geeigneten Vereinsaktivitäten geprägt.
Ein Frühschoppen wurde eingerichtet und schon nach kurzer Zeit mangels Interesses eingestellt. Über die Nutzung des Tennisplatzes wurde mit der Firma Boehringer verhandelt, bis Mitte der 60er Jahre das Interesse an der Nutzung des Platzes zu groß wird, so dass die Boehringer Spieler wieder ausgeschlossen werden.
Dagegen ist das Interesse am Kegeln weiterhin groß, die Kegelbahn wird mit einer Automatik ausgestattet.
Die 1980er Jahre sind zum einen durch einen Mitgliederschwund gezeichnet, einhergehend mit einem zunehmenden Durchschnittsalter der Mitglieder. Eine Umfrage ergab schwindendes Interesse an Tanzveranstaltungen. Stattdessen sollten Vortragsveranstaltungen zu verschiedenen Themen angeboten werden.

## Vorstandsmitglieder 1846
- Martin Mohr (1788–1865), Mitglied des Paulskirchen-Parlaments in Frankfurt
- Hermann Thudichum (1816–1877)
- Philipp August Gebhard (1805–1874), Weinhändler, Apotheker und Politiker